# Meridarchis longirostris
Meridarchis longirostris is een vlinder uit de familie van de Carposinidae. De wetenschappelijke naam van de soort is voor het eerst geldig gepubliceerd in 1900 door Hampson.